# NGC 4362
NGC 4362 (ook: NGC 4364) is een spiraalvormig sterrenstelsel in het sterrenbeeld Grote Beer. Het hemelobject werd op 17 april 1789 ontdekt door de Duits-Britse astronoom William Herschel.

## Synoniemen
- MCG 10-18-39
- ZWG 293.18
- PGC 40350